# كل شيء عنهم
كل شيء عنهم (بالفرنسية: À trois on y va)‏ هو فيلم رومانسي كوميدي فرنسي تم إنتاجه في سنة 2015، وهو من إخراج جيروم بونيل وبطولة أنيه ديموستييه وفيليكس مواتي وصوفي فيربيك وتم توزيعه عن طريق شركة وايلد بانتش دستربيوشن.

## القصة
قصة الفيلم تتكلم عن ميشا و شارلوتا وهو ثنائي يشترون بيت في ليل، بعد عدة أشهر تبدأ جارتهم ميلودي بالتعرف عليهم، وثم تقيم علاقة كل منهم. لينتهي الأمر بميلودي لتقع بحب بشكل سري مع كل من ميشا و شارلوت.

## وصلات خارجية
- كل شيء عنهم على موقع IMDb (الإنجليزية)
- كل شيء عنهم على موقع نتفليكس (الإنجليزية)
- كل شيء عنهم على موقع ألو سيني (الفرنسية)
- كل شيء عنهم على موقع فيلمافينيتي (الإسبانية)
- كل شيء عنهم على موقع قاعدة بيانات الفيلم (الإنجليزية)
- كل شيء عنهم على موقع ليتربوكسد (الإنجليزية)
- كل شيء عنهم على موقع كينوبويسك (الروسية)
- كل شئ عنهم على قاعدة بيانات الأفلام على الإنترنت